# باتريسيا رودريغيز
باتريسيا رودريغيز (بالإسبانية: Patricia Rodríguez) هي منافسة ألعاب القوى كولومبية، ولدت في 25 أكتوبر 1970.

## وصلات خارجية
- باتريسيا رودريغيز على موقع الاتحاد الدولي لألعاب القوى (الإنجليزية)
- باتريسيا رودريغيز على موقع اللجنة الأولمبية الدولية (الإنجليزية)
- باتريسيا رودريغيز على موقع أوليمبيديا (الإنجليزية)